# لیساردو رودریگس نوئه
لیساردو رودریگس نوئه (اسپانیایی: Lizardo Rodríguez Nue‎؛ زادهٔ ۳۰ اوت ۱۹۱۰ - درگذشته نامشخص) بازیکن فوتبال اهل پرو بود.
از باشگاه‌هایی که در آن بازی کرده‌است می‌توان به باشگاه فوتبال آلیانزا لیما اشاره کرد.
وی همچنین در تیم ملی فوتبال پرو بازی کرده‌است.